# Aphrophila flavopygialis
Aphrophila flavopygialis är en tvåvingeart som först beskrevs av Alexander 1922.  Aphrophila flavopygialis ingår i släktet Aphrophila och familjen småharkrankar. Inga underarter finns listade i Catalogue of Life.